# Draga (utensilio agrícola)

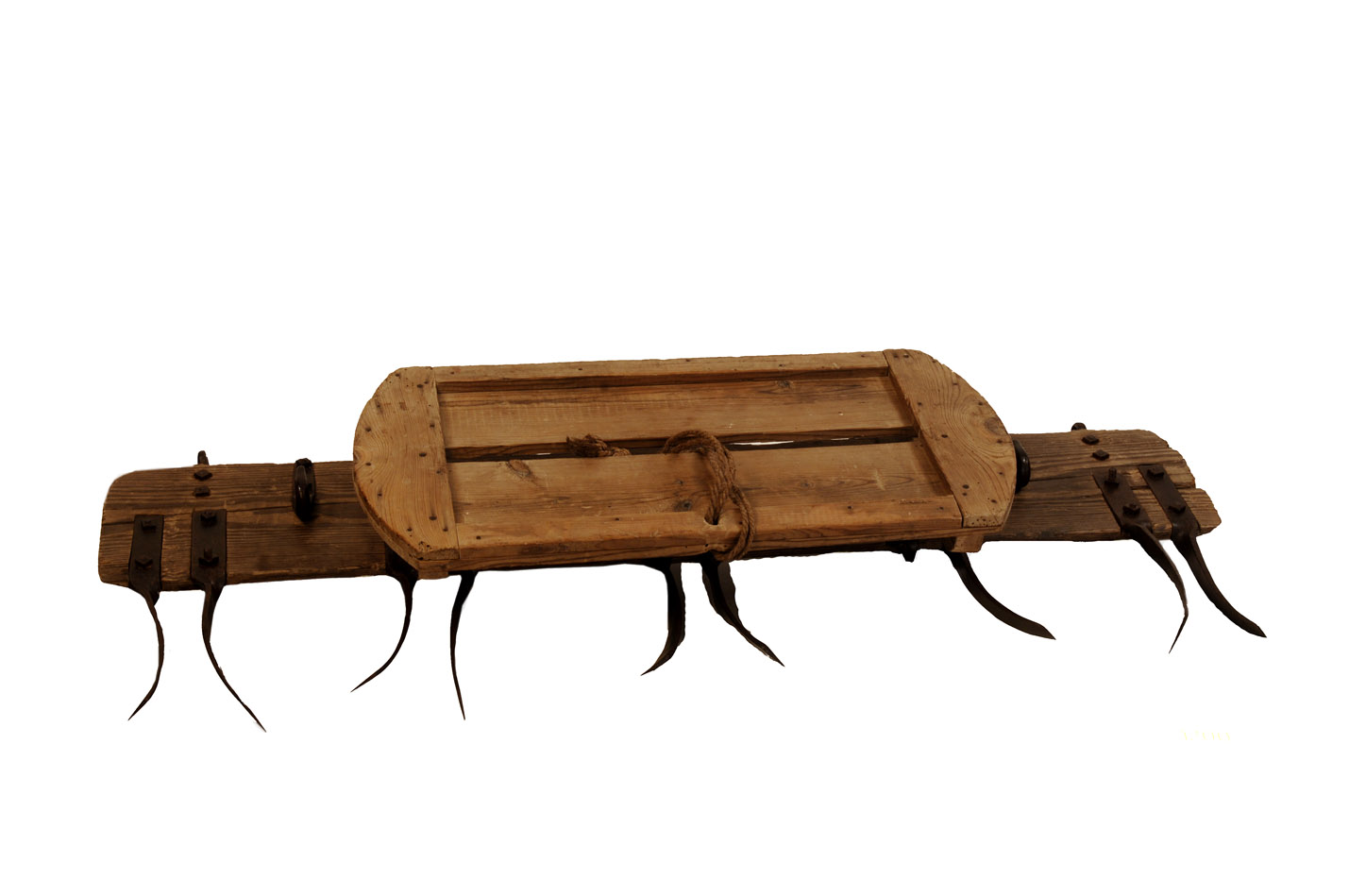
Fotografía de los objetos de la exposición permanente de la sala "Secà i Muntanya" del Museo Valenciano de Etnología- Fotografía de Mateo Gamón. Draga para fanguear campos de arroz. Albufera,.

La draga es una herramienta agrícola utilizada durante el proceso del cultivo del arroz, para remover la tierra mojada y conseguir un barro fino adecuado para la siembra, actividad denominada dragar. También es conocida como draga labradora.

## Descripción
Puede considerarse una especie de entauladora, que en Castellón de la Ribera tenía como medidas: entre 1'2 y 1'5 metros de largo y entre 25 y 30 cm de ancho, y que llevaba en la parte de atrás , salgan de debajo de la mesa y hacia atrás, pares de cuchillos de hierro que presentaban forma curva parecido unas tijeras, uno de ellos más largo que el otro, oscilando las medidas entre 20-25 cm el corto y 25-30 el largo. Entre par y par de cuchillos hay unos 14-20 cm. Además, encima de la mesa que sostiene los cuchillos se coloca una segunda plataforma o post, de dimensiones menores (entre 60-80 cm de hogar y 40-42 de ancho) sobre unos soportes de hierro o madera, con una inclinación hacia delante de unos 10 cm aproximadamente.
Cuando el agricultor se colocaba derecho sobre la segunda plataforma inclinando el peso hacia atrás, los cuchillos se clavaban en la tierra mojada, por lo que haciendo varias pasadas al terreno "a la larga y de través", conseguían cortar y deshacer los cepellones arremullats, por lo que la tierra se quedaba desmenuzada y pastosa, adecuada para ser sembrada.

## Tipo de dragas
Hay dragas dobles, más largas y con doble línea de cuchillos, normalmente son utilizadas con una pareja de jacas, y es llamada "draga de par" en Silla y "cuxilles de par" en Cullera.
También existen unas dragas pequeñas que se utilizan para trabajado la huerta, entre el caballones, que presentan tres pares de tijeras, como las empleadas en Alcudia.